# Michael Green
Michael Boris Green FRS (Londres, 22 de maig de 1946) és un físic britànic i un dels pioners de la teoria de cordes. Actualment és professor del departament de Matemàtiques Aplicades i Física Teòrica i membre de la Clare Hall de la Universitat de Cambridge. També va succeir Stephen Hawking l'1 de novembre de 2009 com a professor de Matemàtiques Lucasià.
Després de molts anys de col·laboració amb John H. Schwarz, descobriren com es cancel·lava l'anomalia en la teoria de cordes de tipus I el 1984. Aquesta idea, anomenat mecanisme de Green-Schwarz, va iniciar la primera revolució de les supercordes. També ha treballat en les condicions de frontera de Dirichlet en la teoria de cordes, que van portar a la postulació de D-branes.

## Biografia
Green és fill de Genia Green i Absalom Green. Va assistir a l'Escola William Ellis a Londres i al Churchill College de la Universitat de Cambridge, en la qual es va graduar amb el Bachelor of Arts amb matrícula en física teòrica (1967) i va esdevenir Doctor of Philosophy en física de partícules elementals (1970). Va passar temps com un postdoctorat a Princeton (1970-1972), Cambridge i la Universitat d'Oxford. Entre el 1978 i el 1993 va ser professor i catedràtic de la Universitat Queen Mary de Londres i al juliol de 1993 va ser nomenat catedràtic de Física Teòrica John Humphrey Plummer per la Universitat de Cambridge. El 19 d'octubre de 2009 es va confirmar que esdevindria el proper professor de Matemàtiques Lucasian i succeiria a Stephen Hawking l'1 de novembre de 2009.

## Premis
Green ha estat guardonat amb la Medalla Dirac i Maxwell de l'Institut de Física del Regne Unit, la Medalla Dirac del Centre Internacional de Física Teòrica (Trieste) i el Premi Dannie Heineman de Física Matemàtica de la Societat Americana de Física. Va ser triat membre de la Royal Society Americana el 1989. És autor de més de 150 treballs d'investigació.